# إريك باري
اريك باري هو عسكري كندي، ولد في 1927 في أونتاريو في كندا، وتوفي بنفس المكان في 2015.